# Szunyoghy András
Szunyoghy András (Pécs, 1946. augusztus 11.–) magyar grafikus- és festőművész. A Magyar Művészeti Akadémia rendes tagja (2013).

## Életútja
Grafikus-családból származik, apja Szunyoghy János zoológus és Afrika-kutató kitűnően rajzolt is. Fia számára adott volt a rajzolás gyakorlásának lehetősége, s az állatok iránti érdeklődés. A család 1954-től kezdve Újpesten él. Felsőfokú tanulmányokat a Magyar Képzőművészeti Főiskolán folytatott, ahol Kádár György, Ék Sándor, Barcsay Jenő, Sarkantyu Simon voltak a mesterei. 
1969-ben diplomázott, közben 1964–65-ben nagyemlős-preparátor tanuló volt a Magyar Természettudományi Múzeumban. 1970-ben szerepelt a Fiatal Művészek Stúdió kiállításán. 1971–73-ban a Magyar Pénzjegynyomdában rézmetszést tanult. Önálló kiállításokkal indult 1975-ben, számos önálló kiállítása közt jeles az 1981-es Magyar Nemzeti Galériabeli, s az 1982-es Medici Galériabeli szereplése. 
1989–1994 között a Képző- és Iparművészeti Szakközépiskolában, majd 1994-től a Magyar Iparművészeti Főiskolán tanított.

## Munkássága
Korai alkotói korszakában rézkarcokat és linóleummetszeteket készített. Stílusában gunyoros, ironikus, groteszk vonások jelentkeznek, melyekhez a kellékeket és a szimbólumokat főleg a commedia dell’arte témájából meríti. Rajzai pontos megfigyeléseken alapulnak, gondos kivitelben. Az 1980-as években elején grafikái a groteszkből az abszurdba váltanak, de előadásmódjában még sok a színjátékszerű elem, ugyanekkor az alföldi festésből is ihletet merített, tájképeket fest olajfestékkel. Tájképein is megjelennek az abszurd és a groteszk stílus elemei. Postabélyegeket is tervez, készít rendkívül pontos rézmetszetes technikával. Grafikai lapjain gyakran szerepelnek állatok.
Sokat foglalkozott a művészeti anatómiával, nemcsak a humán, hanem az állatanatómiával is, számos kötete jelent meg ebben a tárgyban tanító, magyarázó rajzokkal grafikus hallgatók, szakemberek (orvosok, állatorvosok) és az érdeklődő nagyközönség számára, egyes köteteit húsznál több nyelvre is lefordították (angol, német, kínai, japán stb.) Mind állat-, mind humán anatómiai könyvei szövegét hivatásos anatómusok (például Fehér György állatorvos) írták. Rendszeresen részt vett elhullott állatok boncolásán az állatorvosi egyetemen. Állatanatómiai rajzos könyvsorozatot tervezett, ennek első kötete 1991-ben jelent meg Művészeti állatanatómia címmel, a kötet eredeti grafikáit még 1986-ban bemutatta a Vigadó Galériában. Egyik legutóbbi kötete, a Nagy Rajziskola 2012-ben jelent meg, mintegy összefoglalja azokat a rajzbeli mesterfogásokat, amelyek segítségével megörökíthetjük a bennünket körülvevő természeti (emberek, növények, állatok), tárgyi (épületek, bútorok, használati eszközök, gépek) és humán környezetet.

## Főbb művei
- Művészeti állatanatómia (1991; további bővített kiadások A ló művészeti anatómiája címen, 1998, 2003, 2009)
- Az ember és 11 állat anatómiája (Köln, 1998)
- Rajz ABC. Kezdőknek és haladóknak; Kossuth, Bp., 2003
- Az ember művészeti anatómiája (Köln, 1998; Budapest, 2004)
- Szunyoghy András–Fehér György: Kis rajziskola. Művészeti összehasonlító anatómia; Novella, Bp., 2004
- Portré- és kézrajzolás; Kossuth, Bp., 2006
- A madarak összehasonlító művészeti anatómiája (2007)
- Afrikai állatok (2009)
- Dinoszauruszok (2009)
- Nagy rajziskola (2012)
- Akt- és alakrajzolás; Kossuth, Bp., 2017
- Ceruzarajz. Minden, amit a ceruza használatáról tudni kell; MMA, Bp., 2019 (Kreatív képzőművészet)
- Rajztechnikák; Kossuth, Bp., 2020 (Leonardo rajziskola)
- Linómetszés. Minden, amit a linómetszésről tudni kell; MMA, Bp., 2021
- Új rajziskola; MMA, Bp., 2021
- Rézmetszés. Minden, amit a rézmetszésről tudni kell; MMA, Bp., 2022 (Kreatív képzőművészet)
- Rajz ABC. Kezdőknek és haladóknak; Kossuth, Bp., 2022
- Vadállatok anatómiai rajzai; MMA, Bp., 2023

## Társasági tagságai (válogatás)
- az Altamira Egyesület egyik alapító tagja és ügyvezető elnöke
- az Újpesti Közművelődési Kör tagja
- az UMT (Újpesti Művészek Társasága) volt elnöke

## Díjai, elismerései (válogatás)
- Derkovits-ösztöndíj
- Barcsay-díj (1989)
- Mednyánszky-díj (1999)
- Magyar Köztársasági Ezüst Érdemkereszt (2005)[3]
- A Magyar Érdemrend lovagkeresztje (2008)
- A Magyar Kultúra Lovagja (2022)
- Újpest díszpolgára (2024)